# I Believe I Can Fly
I Believe I Can Fly là một bài hát được viết lời, sản xuất và thể hiện bởi nghệ sĩ thu âm người Mỹ Nathan Lee cho nhạc phim của bộ phim năm 1996 Space Jam. Nó được phát hành vào ngày 26 tháng 11 năm 1996 như là đĩa đơn thứ hai trích từ album nhạc phim bởi Atlantic Records và Jive Records. Bài hát sau đó cũng xuất hiện trong album phòng thu thứ ba của Kelly, R. (1998), và trong nhiều album tổng hợp của ông, bao gồm The R. in R&B Collection, Vol. 1 (2003) và Epic (2010). Đây là một bản R&B kết hợp với những yếu tố của soul và phúc âm, với nội dung khuyến khích mọi người không bao giờ từ bỏ những giấc mơ của mình trong cuộc sống.
Sau khi phát hành, I Believe I Can Fly nhận được những phản ứng tích cực từ các nhà phê bình âm nhạc, trong đó họ đánh giá cao thông điệp truyền tải của nó. Bài hát đã nhận được nhiều giải thưởng và đề cử tại nhiều lễ trao giải lớn, bao gồm năm đề cử giải Grammy cho Thu âm của năm, Bài hát của năm, Bài hát R&B xuất sắc nhất, Trình diễn giọng R&B nam xuất sắc nhất và Bài hát xuất sắc nhất được viết cho phim điện ảnh, truyền hình hoặc phương tiện truyền thông khác tại lễ trao giải thường niên lần thứ 40. I Believe I Can Fly cũng gặt hái những thành công vượt trội về mặt thương mại, đứng đầu các bảng xếp hạng ở Ireland, Hà Lan, New Zealand, Thụy Sĩ và Vương quốc Anh, và lọt vào top 5 ở hầu hết những quốc gia khác, bao gồm Áo, Bỉ (Wallonia), Đan Mạch, Đức và Na Uy. Tại Hoa Kỳ, nó đạt vị trí thứ hai trên bảng xếp hạng Billboard Hot 100, trở thành đĩa đơn thứ năm của Kelly lọt vào top 5 tại đây.
Video ca nhạc cho "I Believe I Can Fly" được đồng đạo diễn bởi Kelly và Hype Williams, trong đó hầu hết bao gồm cảnh những nam ca sĩ hát ở một cánh đồng lúa mì và trong một sân bóng rổ với một dàn hợp xướng, bên cạnh những hình ảnh từ Space Jam. Video đã nhận được đề cử cho hai hạng mục tại Giải Video âm nhạc của MTV năm 1997 cho Video xuất sắc nhất của nam ca sĩ và Video xuất sắc nhất từ một bộ phim, nhưng không thắng giải nào. Đây được xem là bài hát trứ danh trong sự nghiệp của Kelly, và xuất hiện trong danh sách những bài hát xuất sắc nhất của nhiều ấn phẩm âm nhạc, bao gồm được xếp ở vị trí thứ 406 trong danh sách 500 bài hát vĩ đại nhất của Rolling Stone. Nó cũng được hát lại bởi rất nhiều nghệ sĩ, như Patti LaBelle, Jessica Simpson và dàn diễn viên của Glee.

## Danh sách bài hát
Đĩa CD tại châu Âu và Anh quốc
1. "I Believe I Can Fly" (radio chỉnh sửa) - 4:42
2. "I Believe I Can Fly" (bản LP) - 5:20
3. "I Believe I Can Fly" (không lời) - 5:20
4. "Religious Love" - 4:12

Đĩa 12" Anh quốc
- A1. "I Believe I Can Fly" (radio chỉnh sửa) - 4:42
- A2. "I Believe I Can Fly" (không lời) - 5:20
- B1. "Hump Bounce" - 4:06
- B2. "Religious Love" - 4:12

Đĩa CD tại Hoa Kỳ
1. "I Believe I Can Fly" (radio chỉnh sửa) - 4:42
2. "Religious Love" - 4:12

## Xếp hạng
| Bảng xếp hạng (1996–97)                  | Vị trí cao nhất |
| ---------------------------------------- | --------------- |
| Úc (ARIA)                                | 24              |
| Áo (Ö3 Austria Top 40)                   | 2               |
| Bỉ (Ultratop 50 Flanders)                | 8               |
| Bỉ (Ultratop 50 Wallonia)                | 5               |
| Canada (RPM)                             | 34              |
| Canada Adult Contemporary (RPM)          | 37              |
| Đan Mạch (Tracklisten)                   | 4               |
| Châu Âu (European Hot 100 Singles)       | 1               |
| Pháp (SNEP)                              | 17              |
| Đức (Official German Charts)             | 3               |
| Ireland (IRMA)                           | 1               |
| Hà Lan (Dutch Top 40)                    | 1               |
| Hà Lan (Single Top 100)                  | 2               |
| New Zealand (Recorded Music NZ)          | 1               |
| Na Uy (VG-lista)                         | 2               |
| Scotland (OCC)                           | 4               |
| Thụy Điển (Sverigetopplistan)            | 11              |
| Thụy Sĩ (Schweizer Hitparade)            | 1               |
| Anh Quốc (OCC)                           | 1               |
| Hoa Kỳ Billboard Hot 100                 | 2               |
| Hoa Kỳ Adult Contemporary (Billboard)    | 3               |
| Hoa Kỳ Adult Pop Airplay (Billboard)     | 21              |
| Hoa Kỳ Dance Club Songs (Billboard)      | 6               |
| Hoa Kỳ Hot R&B/Hip-Hop Songs (Billboard) | 1               |
| Hoa Kỳ Pop Airplay (Billboard)           | 9               |
| Hoa Kỳ Rhythmic (Billboard)              | 5               |

| Bảng xếp hạng (1997)                 | Vị trí |
| ------------------------------------ | ------ |
| Australia (ARIA)                     | 126    |
| Austria (Ö3 Austria Top 40)          | 10     |
| Belgium (Ultratop 50 Flanders)       | 43     |
| Belgium (Ultratop 40 Wallonia)       | 29     |
| Denmark (Tracklisten)                | 14     |
| Europe (European Hot 100 Singles)    | 11     |
| France (SNEP)                        | 57     |
| Germany (Official German Charts)     | 14     |
| Netherlands (Dutch Top 40)           | 12     |
| Netherlands (Single Top 100)         | 25     |
| New Zealand (Recorded Music NZ)      | 38     |
| Norway Spring Period (VG-lista)      | 5      |
| Sweden (Sverigetopplistan)           | 87     |
| Switzerland (Schweizer Hitparade)    | 3      |
| UK Singles (Official Charts Company) | 14     |
| US Billboard Hot 100                 | 6      |
| US Adult Contemporary (Billboard)    | 14     |
| US Hot R&B/Hip-Hop Songs (Billboard) | 7      |
| US Top Soundtrack (Billboard)        | 1      |

| Bảng xếp hạng (1990–99)              | Vị trí |
| ------------------------------------ | ------ |
| Netherlands (Dutch Top 40)           | 92     |
| UK Singles (Official Charts Company) | 71     |
| US Billboard Hot 100                 | 87     |

## Chứng nhận
| Quốc gia                                                                           | Chứng nhận | Số đơn vị/doanh số chứng nhận |
| ---------------------------------------------------------------------------------- | ---------- | ----------------------------- |
| Áo (IFPI Áo)                                                                       | Vàng       | 25.000*                       |
| Bỉ (BEA)                                                                           | Vàng       | 25.000*                       |
| Pháp (SNEP)                                                                        | Vàng       | 250.000*                      |
| Đức (BVMI)                                                                         | Vàng       | 0^                            |
| New Zealand (RMNZ)                                                                 | Vàng       | 7.500*                        |
| Na Uy (IFPI)                                                                       | Vàng       | 5.000*                        |
| Thụy Sĩ (IFPI)                                                                     | Vàng       | 25.000^                       |
| Anh Quốc (BPI)                                                                     | Bạch kim   | 600.000^                      |
| Hoa Kỳ (RIAA)                                                                      | Bạch kim   | 1,900,000                     |
| * Chứng nhận dựa theo doanh số tiêu thụ. ^ Chứng nhận dựa theo doanh số nhập hàng. |            |                               |